# Clover Studio
Clover Studio (クローバースタジオ株式会社, Kurōbāsutajio Kabushikigaisha) war ein im Juli 2004 gegründetes Spieleentwickler-Studio, das für den Publisher Capcom für die Entwicklung der Videospiele Viewtiful Joe, Ōkami und God Hand verantwortlich war. Das Clover Studio wurde von Capcom im März 2007 aufgelöst.
Einige der ehemaligen Mitglieder der Clover Studios haben eine neue Entwicklergruppe namens Seeds gegründet, die sich dann im Oktober 2007 mit ODD Incorporated zum unabhängigen Videospielentwickler Platinum Games zusammenschloss.

## Entwickelte Spiele
- Viewtiful Joe (2003) GameCube, PlayStation 2
- Viewtiful Joe 2 (2005) GameCube, PlayStation 2
- Viewtiful Joe - Double Trouble (2006) Nintendo DS
- Viewtiful Joe - Red Hot Rumble (2006) GameCube, PlayStation Portable
- Ōkami (2006) PlayStation 2
- God Hand (2006) PlayStation 2